# HIFK Helsinki
HIFK Helsinki is een Finse omni-sportvereniging uit de hoofdstad Helsinki. Naast voetbal wordt er ook ijshockey en atletiek, bandy, bowlen, floorball en handbal beoefend. 
De club werd in 1897 opgericht en is de oudste IFK vereniging (Idrottsföreningen Kamraterna, een Verbond van omni-sportverenigingen in Zweden en Finland) in Finland.